# Globothorax
Globothorax is een geslacht van kevers uit de familie  
kniptorren (Elateridae).
Het geslacht is voor het eerst wetenschappelijk beschreven in 1891 door Fleutiaux.

## Soorten
Het geslacht omvat de volgende soorten:
- Globothorax chevrolati Fleutiaux, 1891
- Globothorax cidralensis Golbach, 1979